# Batalla d'Agagia
La batalla d'Agagia (Agagiya, Aqqaqia o Aqaqia), situat a l'est de Sidi Barani (Egipte), es va realitzar el 26 de febrer de 1916, durant la campanya dels Senussi en la Primera Guerra Mundial, entre els sanusiyya, instigats per l'Imperi Alemany i l'Imperi Otomà, contra les forces de l'Imperi Britànic.

## Antecedents
L'11 de desembre de 1915, una columna britànica havia estat atacat a Duwwar Hussein al llarg de la pista Matruh-Sollum. En l'atac del riu Senba, els sanusiyya van ser vençuts i dos dies més tard, va ser repel·lit un atac dels sanusiyya al llit del riu Hasheifiat. Els britànics van tornar a Matruh fins al 25 de desembre quan van sorprendre als sanusiyya en l'atac al llit del riu Majid però els sanusiyya van escapar. En l'atac de Halazin el 23 de gener, els sanusiyya van ser derrotats una vegada i una altra es van escapar.

## Batalla
El febrer de 1916, la Força Fronterera Occidental del major general William Peyton es va veure reforçada i una columna britànica comandada per Henry Lukin avançava per l'oest al llarg de la costa, tornant a capturar Sollum al febrer i en el camí, un campament sanusiyya en Agagiya va ser descobert pels avions. El 26 de febrer, la columna va atacar els sanusiyya en Agagia i va capturar Jafar al-Askari, comandant de les forces sanusiyya a la costa. La retirada dels sanusiyya va ser interrompuda per una càrrega de cavalleria del Dorset Yeomanry; els Dorset van perdre la meitat dels seus cavalls i al voltant d'un terç dels genets, però dispersà la columna, causant prop de 500 morts i 39 presoners, a continuació, van capturar el tren d'equipatge sanusiyya i van perseguir els supervivents en el desert.

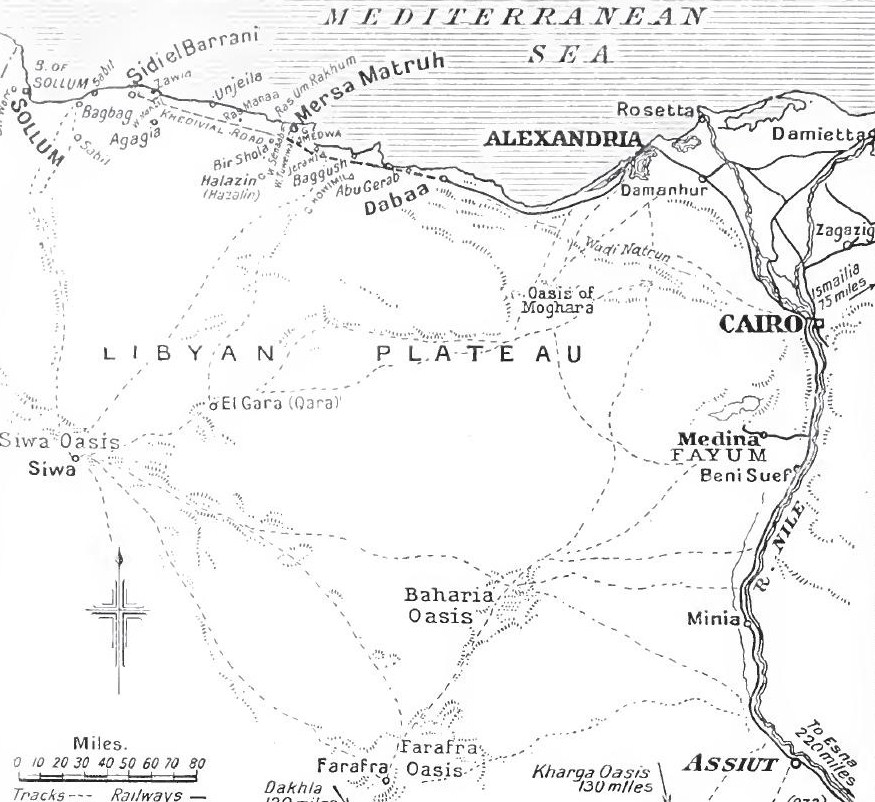
Àrea de les operacions militars britàniques, Desert Occidental (Egipte), 1914-1918

## Conseqüències
Sollum va ser re-ocupada pels britànics el 14 de març de 1916 posant fi a la campanya costanera.